# Joseph Alexis Stoltz
Joseph Alexis Stoltz, född 14 december 1803, död 20 maj 1896, var en fransk läkare.
Stoltz, som var professor i obstetrik i Strasbourg 1834–1871 och i Nancy 1871–1880, ansågs vara en av sin tids främsta specialister i obstetrik, gynekologi och pediatrik.